# IV Liceum Ogólnokształcące im. Mikołaja Kopernika w Rzeszowie
IV Liceum Ogólnokształcące im. Mikołaja Kopernika – jedno z publicznych liceów ogólnokształcących Rzeszowa.

## Absolwenci
- Adam Góral – prezes Asseco Poland
- Anna Sieńko – prezes generalna IBM Polska
- Anna Sroka – aktorka teatralna, filmowa i dubbingowa oraz piosenkarka
- Artur Ekert – profesor fizyki kwantowej na Wydziale Matematyki Stosowanej i Fizyki Teoretycznej Uniwersytetu w Cambridge, profesor Narodowego Uniwersytetu w Singapurze, pionier kryptografii kwantowej
- Krystyna Lenkowska – poetka, anglistka, tłumaczka literatury anglosaskiej
- Szymon Lenkowski – operator filmowy, laureat wielu nagród, w tym Srebrnej Kijanki za zdjęcia na prestiżowym festiwalu Camerimage
- Krystian Herba – trialowiec, uczestnik programu Mam Talent
- Konrad Fijołek – samorządowiec, Prezydent Miasta Rzeszowa (od 2021)